# 東京都立荒川工科高等学校
東京都立荒川工科高等学校（とうきょうとりつ あらかわこうかこうとうがっこう、英: Tokyo Metropolitan Arakawa Technical High School）は、東京都荒川区南千住六丁目に所在する都立工科高等学校。

## 設置学科
- 全日制課程
  - 電気科
  - 電子科
  - 情報技術科
- 定時制課程
  - 電気科
  - 電子科

## 沿革
- 1948年4月1日 - 東京都立上野高等学校三河島分室として開校。
- 1950年4月1日 - 東京都立上野高等学校荒川分校と改称。
- 1960年4月1日 - 同校が閉校、東京都立荒川高等学校が開校。
- 1963年4月1日 - 東京都立荒川工業高等学校と改称（全日制・定時制共に電気科・電子科）。
- 1988年4月1日 - 全日制に情報技術科を設置。
- 1994年 - 新校舎竣工。
- 2023年4月 - 東京都立荒川工科高等学校と改称。

## 著名な卒業生
- 横山明仁（プロゴルファー）
- かぐやうさぎ（フリーカメラマン）
- 杉本晃章（全国青果物商業協同組合連合会副会長)
- アイスマン福留（アイスクリーム評論家）
- 無双大介（元俳優）

## 交通
- 常磐快速線（JR東日本）・東京メトロ日比谷線・つくばエクスプレス南千住駅より徒歩12分
- 京成本線千住大橋駅より徒歩12分
- 都電荒川線荒川区役所前停留場より徒歩10分
- 東京メトロ日比谷線三ノ輪駅より徒歩12分